# Verdão

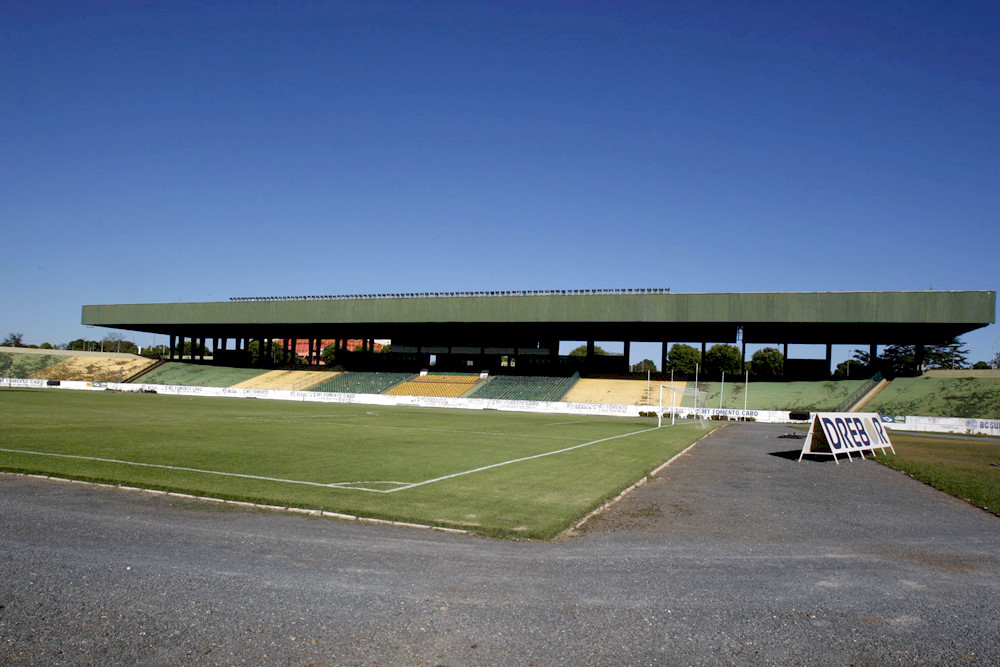

Estádio Governador José Fragelli, beter bekend als Verdão, is een stadion uit de stad Cuiabá in Brazilië. Het huidige stadion, dat een capaciteit van 40.000 toeschouwers heeft, werd gebouwd in 1976. Het stadion zal vervangen worden door het stadion Arena Pantanal voor het WK 2014, dat een capaciteit zal hebben van ruim 42.000 toeschouwers.